# 灘基河
灘基河（Tanji River）是西非國家岡比亞的河流，河道全長19公里，從雲杜姆附近的發源地向西流，最終在該國最西端注入大西洋，在河口附近形成與北岸平行的潟湖，河畔城鎮有灘基。

## 外部連結
- Bijol Islands and Tanji Rives Bird Reserve （页面存档备份，存于） www.prcmarine.org
- Karinti Tanji National Park von Momodou Camara